# 皮里圖市 (法爾孔州)

皮里圖市（西班牙語：Municipio Píritu），是委內瑞拉的一個市，位於該國西北部法爾孔州，首府設於皮里圖，面積1,168平方公里，2011年人口10,834，人口密度為每平方公里8.5人。